# Carlo Anguissola
Carlo Anguissola (fl. XIX secolo) è stato un politico italiano, deputato del Regno di Sardegna.

## Biografia
È stato eletto deputato del Regno di Sardegna nel 1848, nella I Legislatura, in rappresentanza del collegio di Pianello. Ha presentato le sue dimissioni nell'ottobre dello stesso anno, dimissioni che sono state approvate.